# Serraca contectaria
Serraca contectaria là một loài bướm đêm trong họ Geometridae.